# Miss Love Tantei
Singles de W
Ai no Imi wo Oshiete!
(2005)
 Miss Love Tantei  (Missラブ探偵) est le 6e (et dernier) single du groupe de J-pop W.

## Présentation
Le single sort le 7 septembre 2005 au Japon sous le label zetima. Il atteint la 13e place du classement de l'Oricon, et reste classé pendant quatre semaines, pour un total de 18 099 exemplaires vendus durant cette période. Il sort également au format "Single V" (DVD contenant le clip vidéo) une semaine plus tard, le 14 septembre 2005. Les premiers exemplaires "first press" du single contiennent une carte à collectionner.
La chanson-titre, dont les paroles sont écrites par la chanteuse Mera Morimura alias Lisago, figurera sur la compilation annuelle du Hello! Project Petit Best 6 qui sort en fin d'année ; son clip vidéo figurera également sur la version DVD du Petit Best 6. Elle ne figurera sur aucun album original du groupe, qui sera dissous en février 2006 à la suite de la suspension puis du renvoi de l'une de ses membres, Ai Kago, pour un scandale médiatique. L'album et le septième single prévus pour mars 2006 seront en conséquence annulés, et Miss Love Tantei restera le dernier disque du duo.

## Liste des titres
Single CD
1. Miss Love Tantei (Missラブ探偵?)
2. Friendship (FRIENDSHIP?)
3. Miss Love Tantei (Instrumental) (Missラブ探偵...?)

Single V
1. Miss Love Tantei (Missラブ探偵?) (clip vidéo)
2. Miss Love Tantei (Dance Shot Ver.) (Missラブ探偵...?) (clip vidéo)
3. Making Eizo (メイキング映像?) (making of)